# CD理論
CD理論（しーでぃーりろん、Conceptual Dependency）は人工知能の研究に用いられる理解についての理論である。概念依存理論とも呼ばれる。ロジャー・シャンクによって提唱された。

## 基本的行為
CD理論の基本的行為には狭義の基本的行為と手段的行為がある。
狭義の基本的行為は6種類ある。
- PTRANS 物理的な物の移動
- ATRANS 抽象的な物の移動
- MTRANS 心理的状態の移動
- INGEST 体内への取り込み
- PROPEL 力の付加
- MBUILD 心理的状態の形成

手段的行為は5種類ある。
- GRASP 物体をつかむ
- MOVE 体を動かす
- SPEAK 話す
- ATTEND 注意を向ける
- EXPEL 体から外に出す

## 関係表現図式
- 行為と主体と関係
- 行為と対象の関係
- 行為の始めと終わりの関係
- 手段の行為の関係
- 原因の行為と結果の関係
- 主体の始めと終わり